# Rajanato de Sanmalan
El Rajanato Sanmalan es un estado filipino precolonial ubicado en lo que ahora es Zamboanga, designado en los anales chinos como "Sanmalan" 三麻蘭. Los chinos consignaron un tributo en el año 982 de su rajá o rey, Chulan, representado en la corte imperial por su emisario Ali Bakti. 
La crónica histórica china posterior Zhufan zhi 諸蕃志 publicada en 1225; escribió una vez más sobre Sanmalan, pero ahora se conocía como Shahuagong. En contraste con su anterior mención como emporio comercial, se convirtió en un estado pirata impulsado por el saqueo de esclavos.

Muchas de las personas del país de Shahuagong salen al mar abierto en incursiones piratas. Cuando toman cautivos, los atan y los venden a Shepo (Java) (como esclavos)
~Zhufan zhi 1225

Cuando llegaron los españoles, otorgaron el estatus de Protectorado a la antigua entidad política de Sanmalan, que anteriormente había estado bajo la esfera del Sultanato de Sulu. Bajo el dominio español, el emplazamiento de Sanmalan recibió inmigrantes militares provenientes de México y Perú. Después de una rebelión contra el dominio español, el estado que reemplazó a España y que había subsistido en lo que alguna vez fue el emplazamiento de Sanmalan, fue la efímera República de Zamboanga.